# Marie Fisker
Marie Fisker er en dansk sangerinde, som bl.a. er kendt for sit samarbejde med Steen Jørgensen (Sort Sol) og musikeren Anders Trentemøller på deres nyfortolkning af det gamle Sods (senere Sort Sol) nummer "Copenhagen" fra 1978.
Hun har desuden turneret med Kira Skov og komponeret nummeret "I Love You So", som er med i Martin De Thurahs kortfilm Vi der blev tilbage (2008).
I 2008 var Marie Fisker klar til at stå på egne ben, og singlen "City Lies" er taget fra en digital EP, der kom på gaden midt i november 2008.
EP'en var forløber for et fuldlængde album Ghost Of Love, der udkom i 2009 på Playground Music i Danmark. Albummet fik fire ud af seks stjerner i musikmagasinet GAFFA.
Med sig på scenen har Marie Fisker som regel trommeslager Jacob Høyer, bassist Anders Christensen og guitarist Rune Kjeldsen.
I 2012 udkom So, Hoes & Heroes der fik fire ud af seks stjerner i GAFFA.

## Diskografi
- Ghost Of Love (2009)
- So, Hoes & Heroes (2012)